# بين الوادين الا على (حبيل جبر)

تعديل مصدري - تعديل

بين الوادين الا على هي إحدى قرى عزلة حبيل جبر بمديرية حبيل جبر التابعة لمحافظة لحج، بلغ تعداد سكانها 18 نسمة حسب تعداد اليمن لعام 2004.